# Червоний прапор (символ)

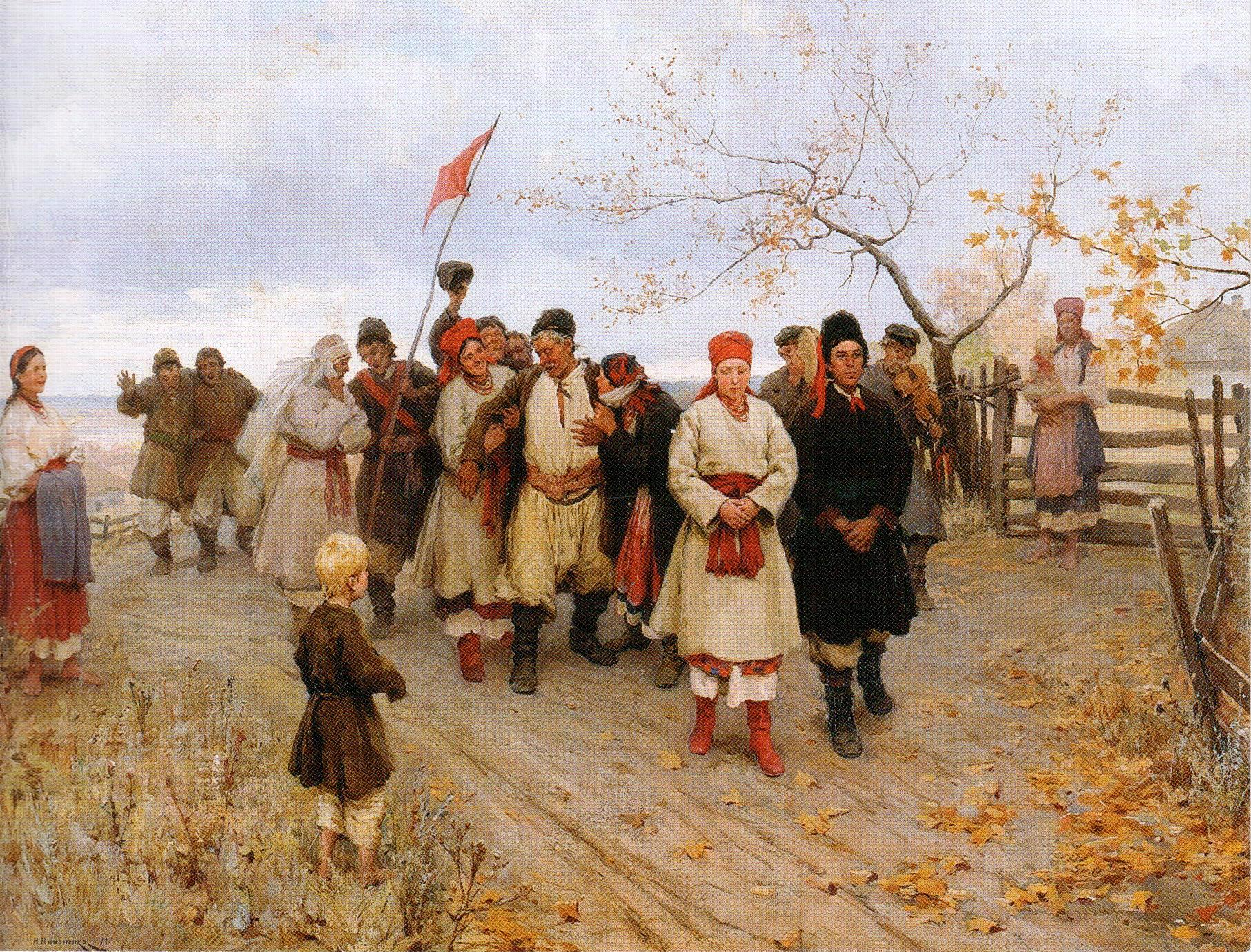
Микола Пимоненко, «Весілля в Київській губернії» (1891), де зображена хода під червоним прапором на весіллі козаків-українців Київщини

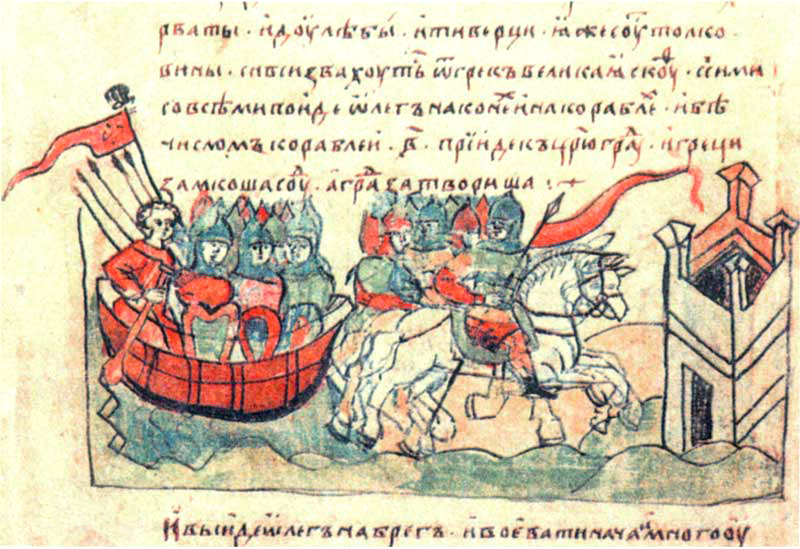
Похід руського князя Олега на Царгород під червоними прапорами (мініатюра з Радзивілівського літопису XIII ст.)

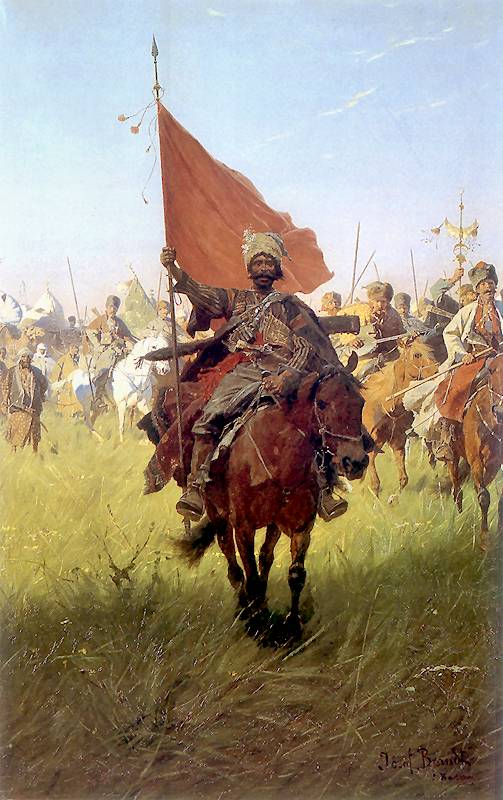
Польський художник 19 ст. Юзеф Брандт (1841—1915), відомий своїми полотнами на тему українського козацтва. Картина «Повернення переможців», на якій зображене повернення з походу козаків-українців під червоним прапором

Червоний прапор — релігійний і військово-політичний символ, здавна відомий, зокрема українцям, козакам-українцям Подніпров'я, корінним жителям Київської Русі-України, один з історичних символів українського народу (нарівні з синьожовтим прапором)[джерело?]. У 19-20 ст. став одним з основних символів революційної боротьби, також більшовизму, соціалізму.
Також червоний колір вживався для військових прапорів (хоругов) часів Держави Війська Запорозького і Великого Князівства Руського, також в українських селах він часом використовувався у традиційному народному весільному обряді. Червоний колір як сакральний (в тому числі для прапорів) є традиційним для козаків-українців, китайців тощо, різних культур Європи і Азії[джерело?].
Активно використовувався у геральдиці й нагородній системі республік Радянського союзу. Назву «червоний прапор» мали газети та підприємства. Прихильники народовладдя під гаслами різних напрямків і червоними прапорами в Україні 1920х рр. нерідко вживали назву і самоназву, похідну від червоного прапора — «червоні козаки». 

## Символічне значення
У Давньому Римі червоний прапор означав війну.

## Використання в різних державах

### Україна
У період Київської Русі стяг «був переважно червоний із золотим тризубом того чи іншого великого князя».
Микола Міхновський вважав Червоний прапор символом націоналізму:
|  | На захист утиснених став націоналізм — страшний ворог пануючих — і розвернув свій червоний прапор |

У романі «Холодний Яр» згадується про отамана Коцура, який заснував свою незалежну селянську республіку під червоними прапорами, Революційний комітет складався з українських націоналістів:
|  | У тому районі, минулого 1919 року, зорганізувався був большевицький Чигиринський полк, який під проводом бувшого каторжанина Коцура прилучився до Червоної армії і брав участь у боях з армією УНР. Але розчарувавшись скоро в большевиках, полк самочинно вернувся до Чигирина і заклав там самостійну «республіку» під червоними прапорами. |

Вояки I та II Дніпровських дивізій, замість жовто-блакитних, використовували червоні стяги з надписами «Вся влада Радам» і «Вся влада робітникам і селянам!». На повстанських шапках та кашкетах були, поруч із тризубами, також і червоні стрічки.

### Галичина, Волинь (1939—1941, після 1944 року)
Під червоними радянськими прапорами у вересні 1939 року були анексовані СССР. Під червоними радянськими прапорами проводилися масові репресії незгідних із діями нових (як виявилося) окупантів, терор проти місцевого населення (підтвердження — знаходження поховань закатованих більшовиками українців, поляків, ймовірно, євреїв, у Бучачі (у підвалі церкви Святої Покрови), Чорткові та інших населених пунктах), що на десятиріччя загальмувало гуманітарно-економічний розвій (поступ) краю.

### СРСР

Прапор СРСР

Червоний прапор ліг в основу державного прапора СРСР і був символом Червоної Армії.
З розширенням соціалістичного табору, Червоний прапор почав застосовуватися в символіці інших країн (В'єтнаму, КНР).
Перехідні Червоні прапори були однією з форм заохочення переможців соціалістичних змагань. Такі прапори могли засновуватися на різних рівнях, починаючи Радою Міністрів СРСР для Всесоюзних соцзмагань, і закінчуючи окремими підприємствами і колгоспами для нагородження колективів цехів, бригад — переможців внутрішнього змагання. Зазвичай вручення прапора супроводжувалося грошовими преміями переможцям. Схожа практика існувала і в деяких інших соціалістичних країнах.

### КНР
Червоний прапор із жовтими зірками — державний прапор КНР.